# Can Dionís (Tossa de Mar)
Can Dionís és un edifici del municipi de Tossa de Mar (Selva). Forma part de l'Inventari del Patrimoni Arquitectònic de Catalunya.

## Descripció
És un immoble que consta de planta baixa i dos pisos superiors, cobert amb una teulada plana. Està ubicat en un dels carrers més emblemàtics de la Vila Nova com és el carrer Portal. Tanmateix l'immoble desemboca simultàniament al carrer Codolar. La façana principal és la que dona al carrer Portal i està estructurada internament basant-se en dues crugies. La planta baixa consta de dues obertures, a destacar especialment el gran portal adovellat d'arc de mig punt amb unes dovelles de pedra nomolítica de mida gran molt ben escairades i treballades.
El primer pis contempla dues obertures quadrangulars. La que es troba immediatament ubicada sobre el portal, ha conservat la llinda monolítica, els muntants de pedra i l'ampit treballat. En la llinda es pot llegir la data de 1612. Mentre que la que es troba més propera a la cantonada, tan sols ha conservat part dels muntants de pedra. En el segon pis trobem dues obertures rectangulars bastant irrellevants, que no han rebut cap tractament singular i que hauríem de situar en el context d'unes obres bastant modernes, basades en la construcció d'una planta superior. La façana es troba parcialment complementada per la presència de blocs cantoners de pedra. Diguem parcialment perquè aquests només inclouen tres quartes parts de la façana, sense ocupar tot l'espai físic.

## Història
En un moment històric determinat, el casal primigeni va ser compartimentat en tres habitatges. Els elements originals són la porta adovellada de mig punt i les finestres quadrangulars. A finals del segle xvi i durant la primera meitat del segle xvii l'extrem del camí ral que arribava a la vila murallada es va anar edificant a banda i banda. Així naixia el carrer Portal avui eminentment comercial. Des d'aquest carrer es pot contemplar la monumentalitat del pany de muralla que arriba fins a es Codolar, el portal de la muralla que li dona nom i dues de tres torres importants del recinte, la coneguda com torre de les Hores per haver-hi hagut antigament el rellotge públic i un petit campanar al capdamunt, i la del Codolar.